# Mirmillone

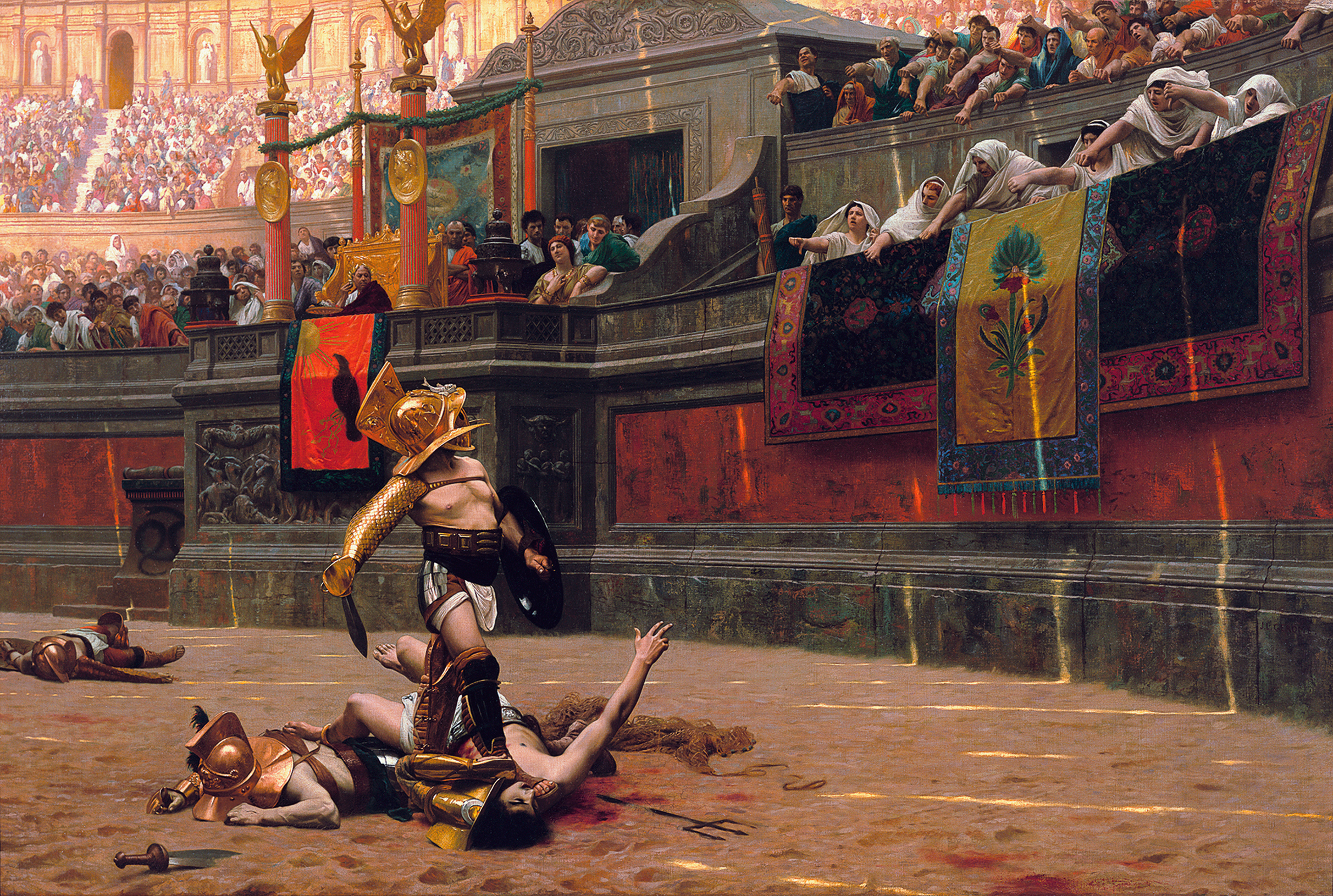
Un mirmillone in un disegno di Jean-Léon Gérôme

Il mirmillone (in latino: murmillo, myrmillo o mirmillo, in greco: mormyros) era una delle categorie gladiatorie che si esibivano negli anfiteatri in epoca romana.

## Descrizione
Nella categoria dei mirmilloni venivano normalmente arruolati i lottatori dal fisico più possente. Sul capo i mirmilloni portavano un grosso elmo che copriva interamente il volto, decorato con figure marine, dovute alla simbologia mitologica a cui ogni classe gladiatoria era legata. Erano poi equipaggiati con un largo, pesante scudo rettangolare ricurvo (lo scutum, simile ad un coppo), molto simile a quello in dotazione alla fanteria romana; questo scudo schermava l'intero corpo, ad eccezione del volto e delle gambe, queste ultime protette da un solo schiniere (ocrea). Portava, come unica arma d'attacco una corta spada, il gladio.
Durante la lotta, il mirmillone si teneva al riparo dietro il vasto scudo, esponendo solo volto e gambe, a loro volta corazzate, scostando lo scudo solo per brevi attacchi con il gladio. Da questo punto di vista il mirmillone era per l'avversario una fortezza inespugnabile, di fronte; l'unica possibilità, per il suo nemico, spesso il più agile trace, era trovare il modo di attaccarlo lateralmente, dove era vulnerabile, facendo affidamento sulla relativa lentezza del mirmillone.